# Cyathochaeta stipoides
Cyathochaeta stipoides là một loài thực vật có hoa trong họ Cói. Loài này được K.L.Wilson mô tả khoa học đầu tiên năm 1997.